# Placosternus
Placosternus is een kevergeslacht uit de familie van de boktorren (Cerambycidae). De wetenschappelijke naam van het geslacht werd voor het eerst geldig gepubliceerd in 1937 door Hopping.

## Soorten
Placosternus omvat de volgende soorten:
- Placosternus crinicornis (Chevrolat, 1860)
- Placosternus difficilis (Chevrolat, 1862)
- Placosternus erythropus (Chevrolat, 1835)
- Placosternus guttatus (Chevrolat, 1860)